# Aeródromo Agostinho Neto
O Aeródromo Agostinho Neto localiza-se em Cabo Verde, na Ilha de Santo Antão, no extremo da vila da Ponta do Sol. Está desativado desde março de 2007
O nome do aeródromo homenageia o antigo presidente de Angola, que, no início dos anos 60 do século XX, viveu durante algum tempo na Ponta do Sol, para onde havia sido deportado pelas autoridades portuguesas.
Em 2010, foram feitos novos planos para a construção dum novo aeroporto no Sul de Lajedos, a 7 km de Porto Novo,. Até hoje não foram realizadas obras de construção desse aeroporto.

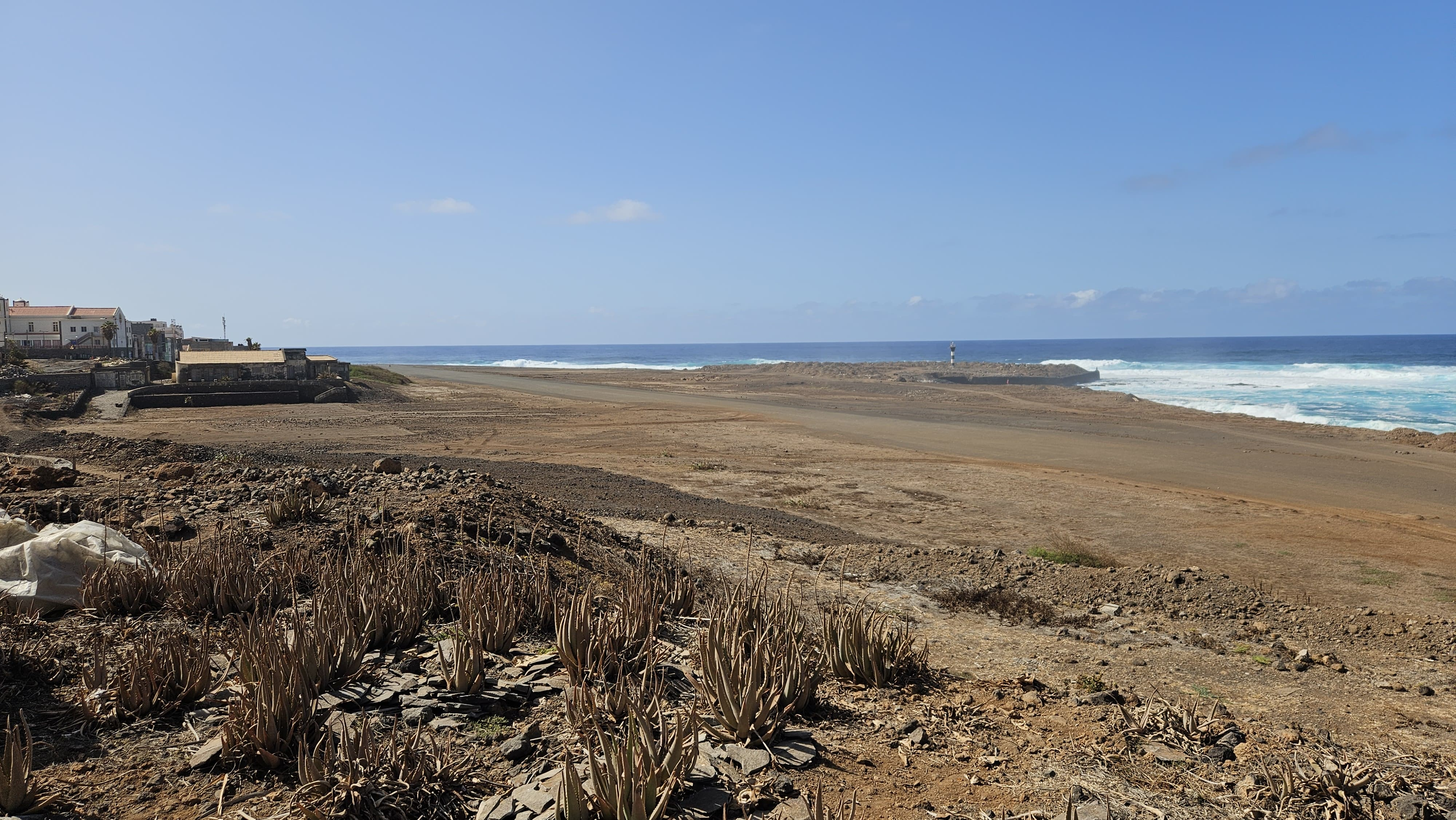

## Ver tambem
- Lista de edifícios e estruturas de Santo Antão (Cabo Verde)
- Aeroporto de Pointe Noire - uma aeroporto nomeado de Agostinho Neto localizado em Pointe Noire em República de Congo